# Alistair Sinclair
Alistair Sinclair (* 1960) ist ein britischer Informatiker. Er ist Professor an der University of California, Berkeley.
Sinclair studierte an der University of Cambridge mit dem Bachelor-Abschluss 1979 und wurde 1988 bei Mark Jerrum an der University of Edinburgh promoviert (Randomized algorithms for counting and generating combinatorial structures). Er lehrte in Edinburgh und ist Professor in Berkeley.
Er war Gastwissenschaftler am DIMACS (Center of Discrete Mathematics and Computer Science) der Rutgers University und am International Computer Science Institute (ICSI) in Berkeley.
Er befasst sich mit Entwurf randomisierter Algorithmen, kombinatorischer Optimierung, Monte-Carlo-Verfahren und numerischen Anwendungen in der statistischen Physik, bei stochastischen Prozessen und nichtlinearen dynamischen Systemen. Er untersuchte mit Jerrum Mischungseigenschaften von Markov-Ketten zur Konstruktion von Näherungsalgorithmen in kombinatorischen Problemen wie der Berechnung der Permanente in polynomieller Zeit.
1996 erhielt er mit Mark Jerrum den Gödel-Preis und 2006 mit Jerrum und seinem Doktoranden Eric Vigoda den Fulkerson-Preis (für ihre Arbeit A polynomial-time approximation algorithm for the permanent of a matrix with nonnegative entries, Journal of the ACM, Bd. 51, 2004).